# باند ستون فقرات
باند ستون فقرات (به انگلیسی: backbone cabal) گروه غیررسمی مدیران رده‌بالای یوزنت بود. باند از تقریباً ۱۹۸۳ تا دست‌کم سال‌های ابتدایی قرن ۲۱ فعال بود.
هدف اصلی تشکیل باند، کمک به تسهیل پراکنش پُست‌های یوزنت بود. اگرچه در سال‌های دههٔ ۱۹۷۰ و ۱۹۸۰ تعداد کثیری از سرورهای خبری برای صرفه‌جویی در هزینه‌های ارتباطات از راه دور، فقط شب‌ها فعال بودند، سرورهای باند ستون فقرات ۲۴ ساعت شبانه‌روز در دسترس بودند. مدیران این سرورها با این رانت، در جامعهٔ آنارشیست یوزنت از نفوذ و قدرت کافی برای اِعمال تغییرات مناقشه‌برانگیز، مثلاً تغییرنام گستردهٔ گروه‌های خبری یوزنت در ۱۹۸۷، برخوردار شدند.

## در فرهنگ اینترنت
باند ستون فقرات، در زمان حیاتش قاطعانه وجودش را انکار می‌کرد، و هرگاه دربارهٔ وجود یا فعالیت‌های باند در فضای عمومی گمانه‌زنی می‌شد، افرادی که در باند دخیل بودند مدام می‌گفتند «باندی وجود ندارد» (There is no Cabal یا به صورت مخفف TINC). امروزه گاه از این عبارت به عنوان شوخی برای رد کردن تئوری‌های توطئه در رابطه با سازمان‌هایی که باندمانند رفتار می‌کنند استفاده می‌شود. گاهی نیز به صورت طنز و با صنعت وارونه‌گویی برای بیان این نکته مورد استفاده قرار می‌گیرد که کسی که از وجود باند آگاه است، همواره و بدون استثنا وجودش را منکر خواهد شد.